# Signy-l'Abbaye
Signy-l'Abbaye is een gemeente in het Franse departement Ardennes (regio Grand Est). De plaats maakt deel uit van het arrondissement Charleville-Mézières. Signy-l'Abbaye telde op 1 januari 2022 1.346 inwoners.

## Geografie
De oppervlakte van Signy-l'Abbaye bedroeg op 1 januari 2022 62,03 vierkante kilometer; de bevolkingsdichtheid was toen 21,7 inwoners per km².
De onderstaande kaart toont de ligging van Signy-l'Abbaye met de belangrijkste infrastructuur en aangrenzende gemeenten.

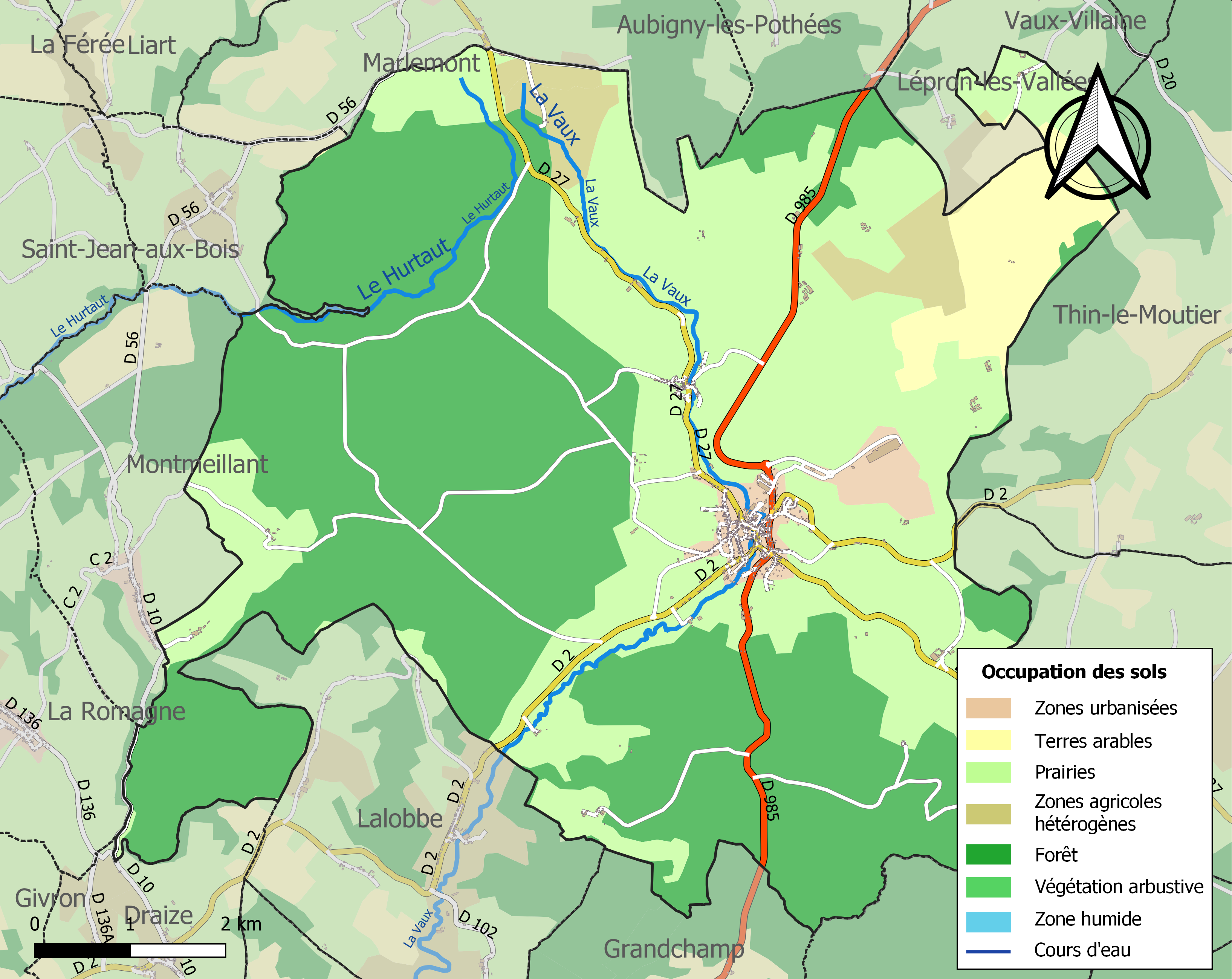

## Demografie
Onderstaande figuur toont het verloop van het inwonertal (bron: INSEE-tellingen).
Vanwege een beveiligingsprobleem met de MediaWiki Graph-software is het momenteel niet mogelijk deze grafiek weer te geven. Zodra de software is bijgewerkt zal de grafiek vanzelf weer zichtbaar worden.

## Afbeeldingen

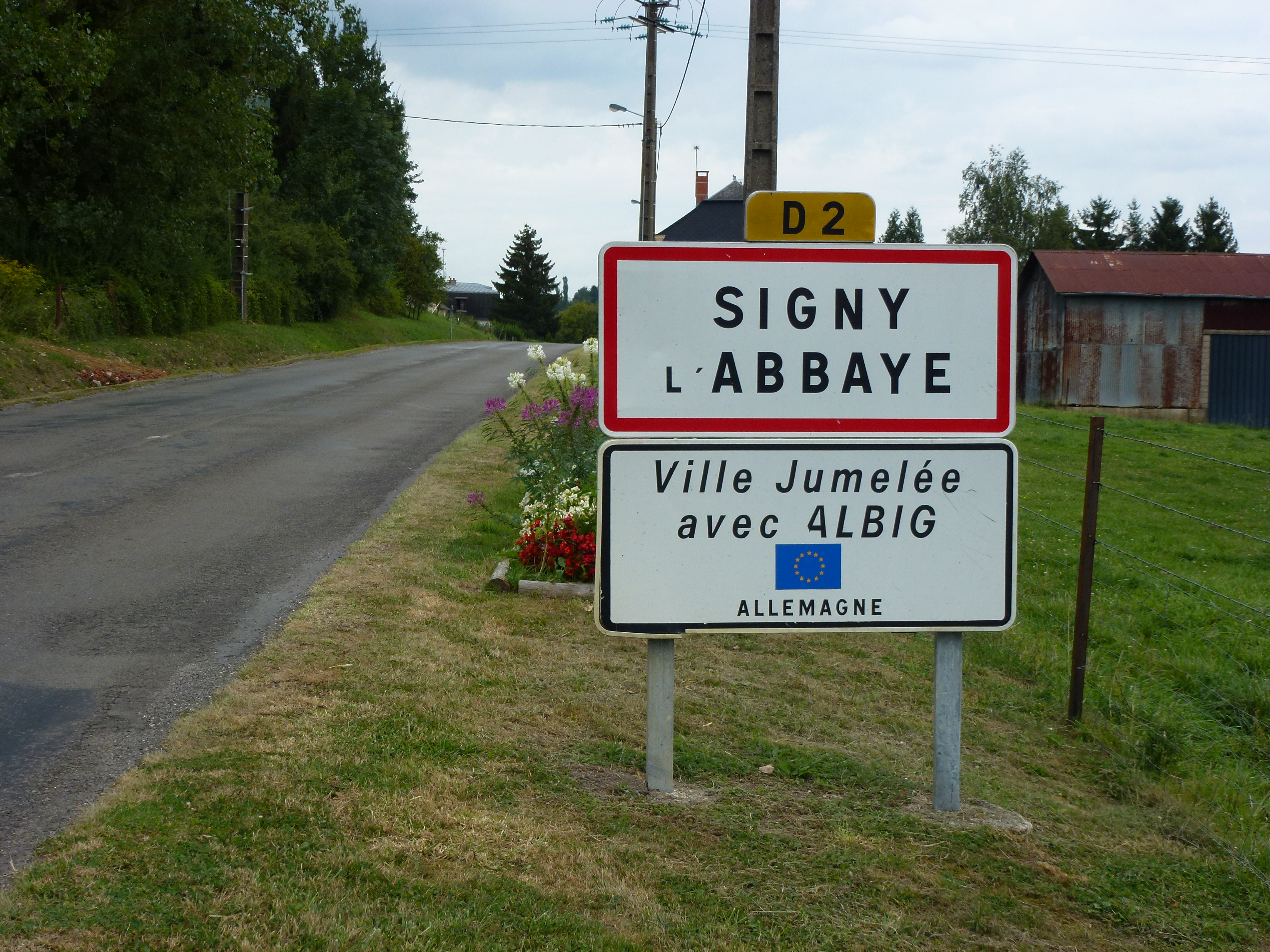
Entree van Signy-l'Abbaye
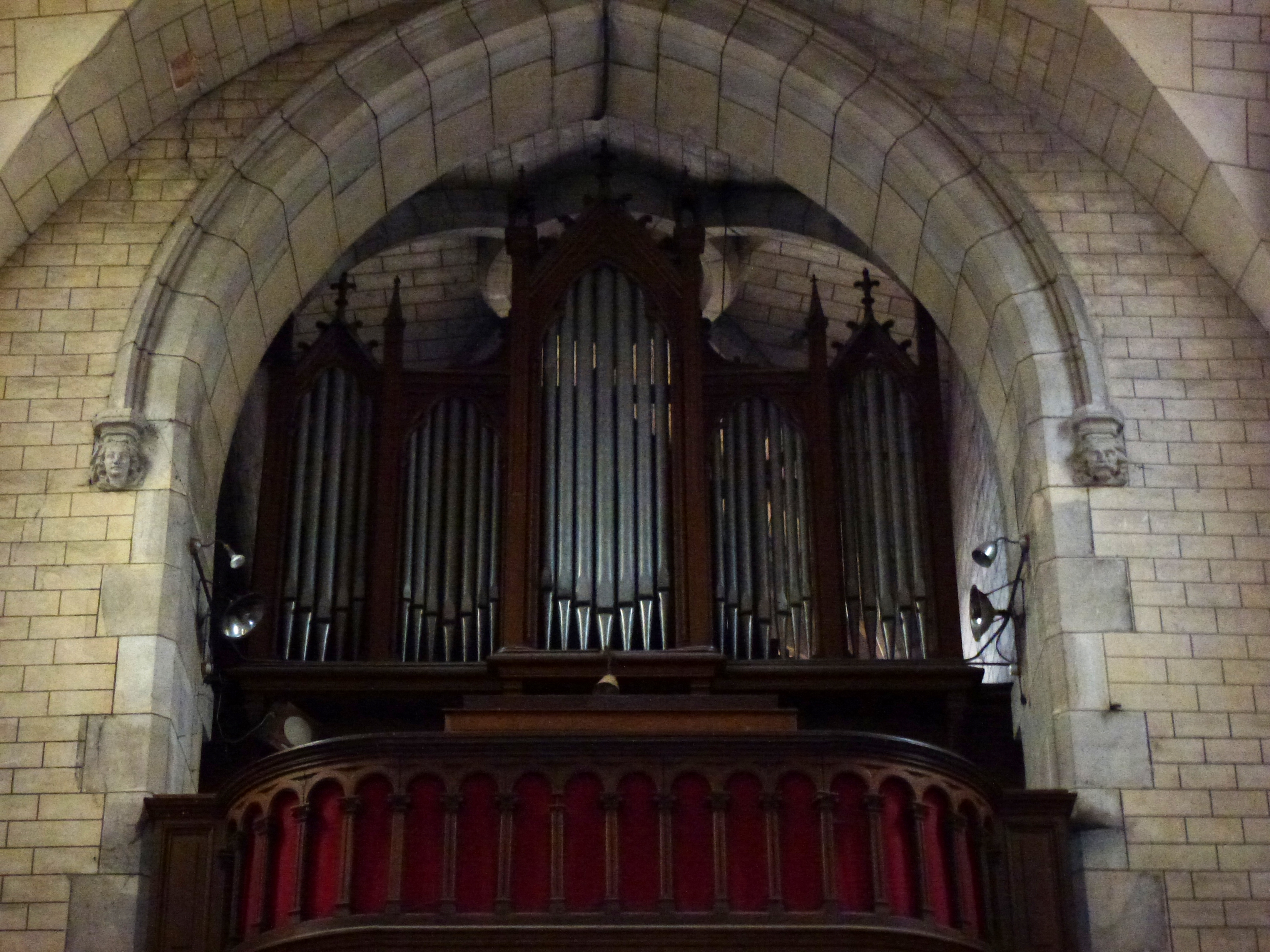
kerkorgel
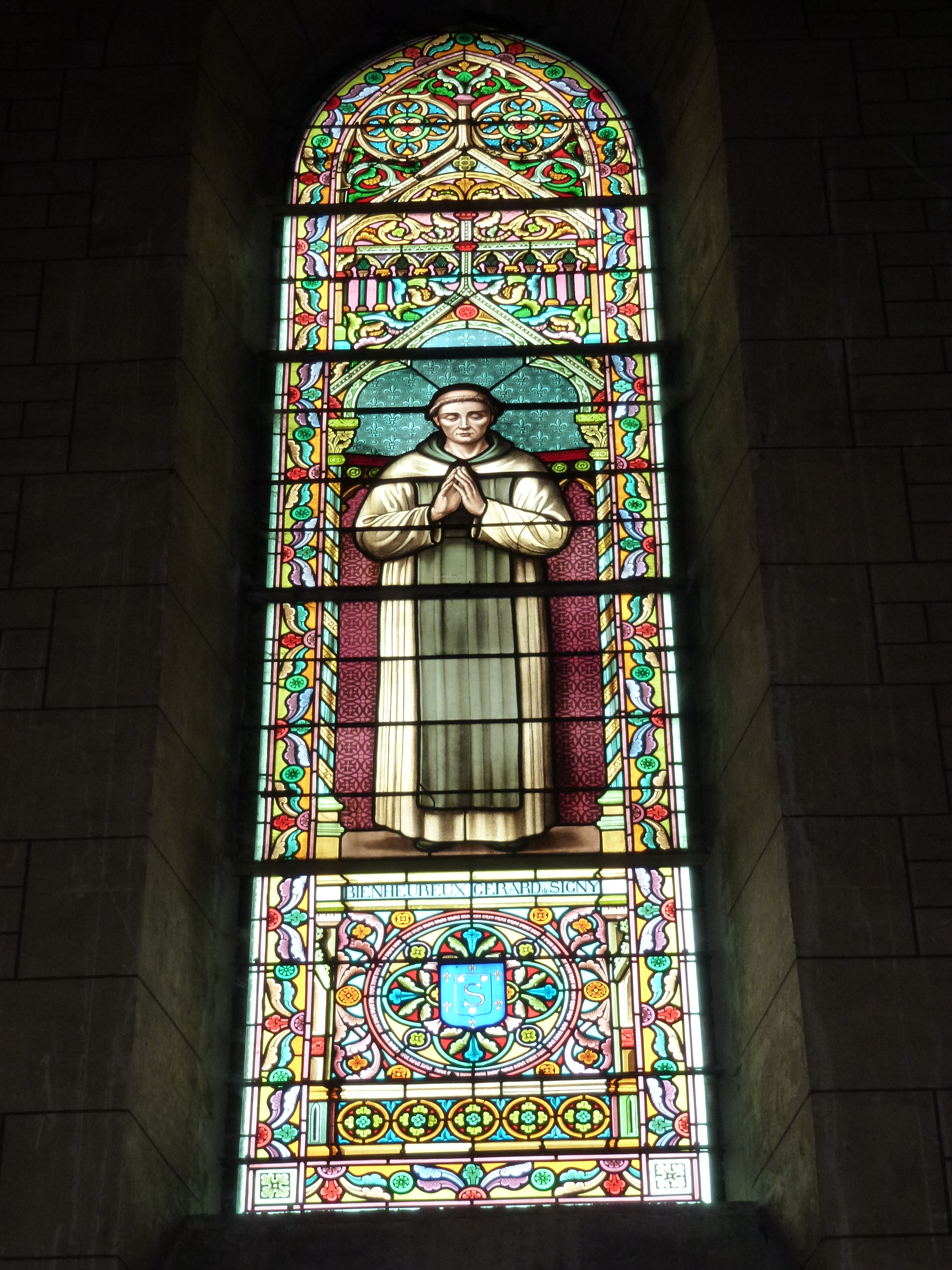
Een van de kerkramen
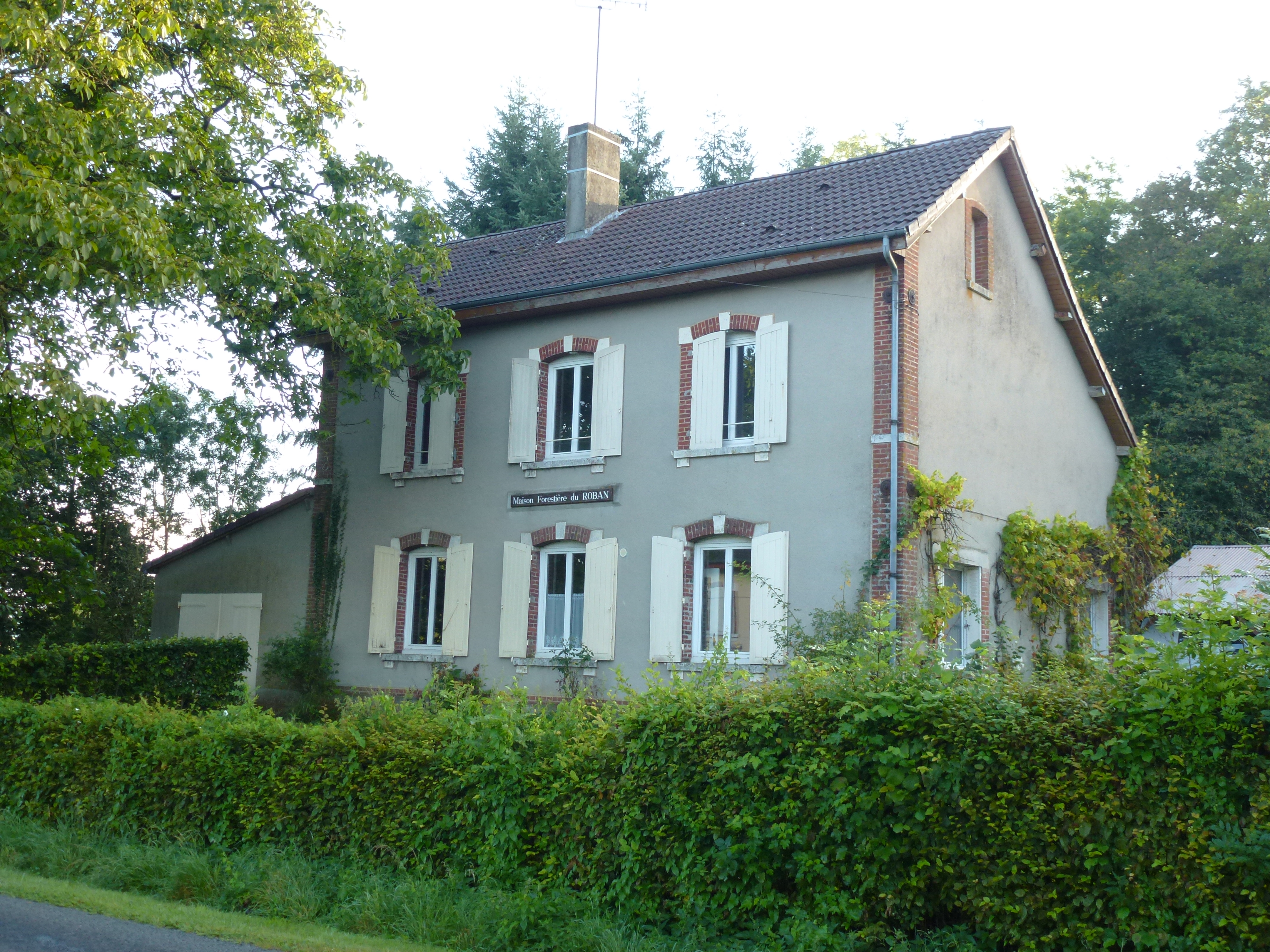
Boswachterij van Le Roban
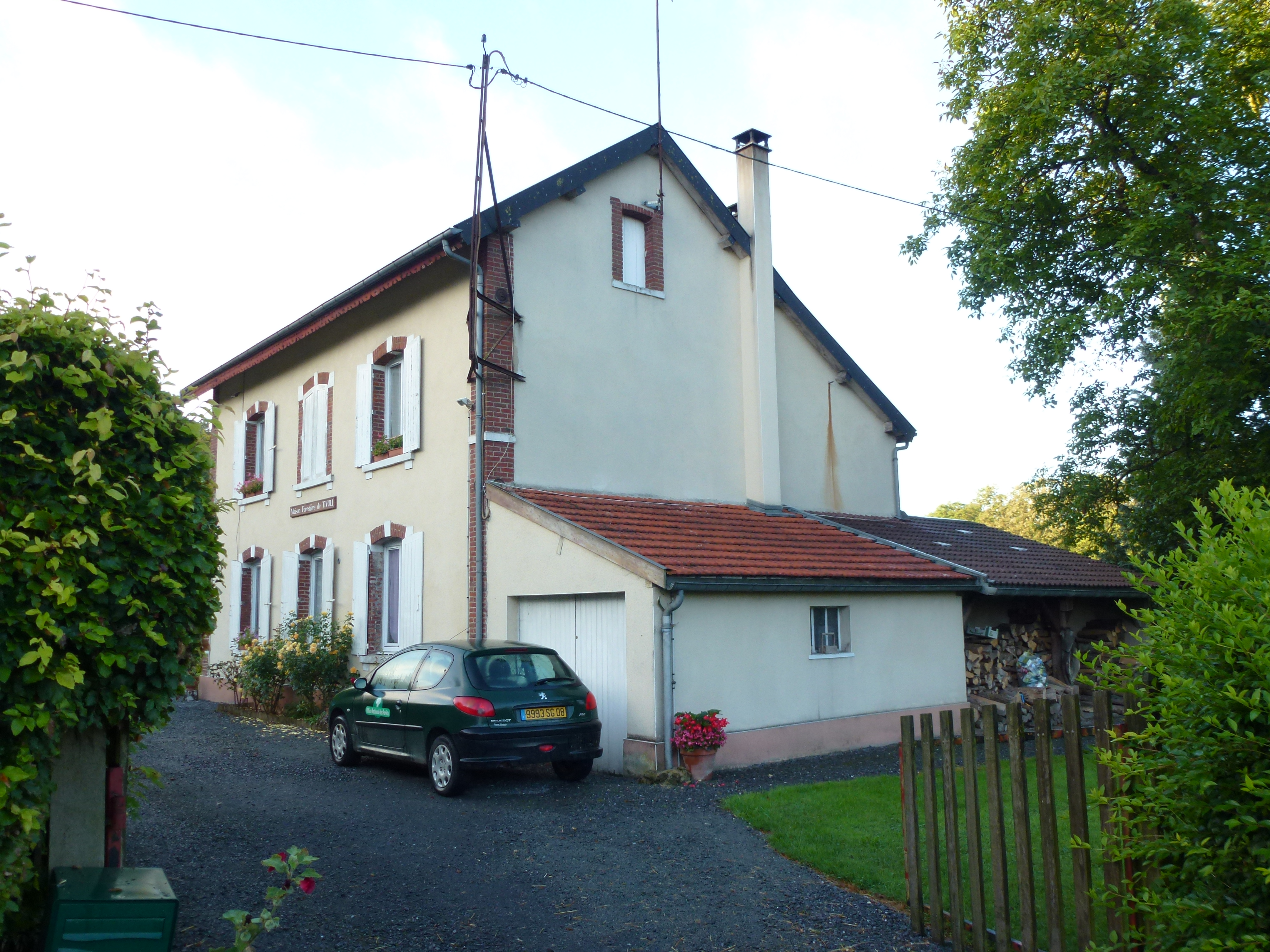
Boswachterij van Tivoli (Petite Forêt)